# 阿爾文斯萊本家族

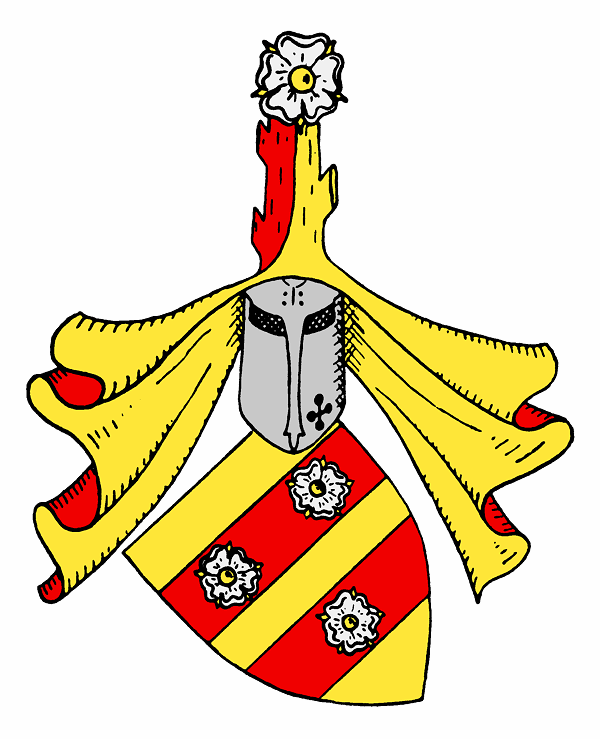
家族紋章

阿尔文斯莱本家族是来自阿尔特马克地区的一个古老的低地德意志人贵族家族，其已知最早的成员维查德·阿尔文斯莱夫 (Wichard de Alvensleve) 于 1163 年作为哈尔伯施塔特主教辖区的主教首次被提及。 该姓氏源自阿尔文斯莱本城堡（今位於萨克森-安哈尔特州博尔德区贝贝塔尔）。 他们是现存最古老的德国贵族家族之一。其中知名的家族成員有：
- 克里斯蒂安·冯·阿尔文斯莱本（1941-），德国摄影师
- 康斯坦丁·冯·阿尔文斯莱本 (1809–1892)，普鲁士将军
- 古斯塔夫·冯·阿尔文斯莱本 (1803–1881)，普鲁士将军
- 古斯塔夫·冯·阿尔文斯莱本 (1879–1965)，加拿大/美国企业家
- 凯瑟琳·金·冯·阿尔文斯莱本（1969 年-），德裔美国建筑师
- 魯道夫·冯·阿尔文斯莱本 (1901-1970)，纳粹官员
- 路德维希·冯·阿尔文斯莱本 (1800–1868)，德国作家，来自柏林
- 維爾納·冯·阿尔文斯莱本 (1875–1947)，德国商人和政治家